# خداباوری
خداباوری یا خداباورگرایی (به انگلیسی: Theism)، در کلی‌ترین حالت به معنای باور به وجود حداقل یک خدا یا الهه می‌باشد. خداانگاری، یکتاپرستی، یکتاپرستی نوبتی، یکتاپرستی گزینشی، دوگانه‌پرستی، سه‌گانه‌پرستی، چندخدایی، خدافراگیردانی و همه‌خدایی؛ همگی می‌توانند به عنوان صورت‌های گوناگون خداباوری قلمداد گردند؛ هرچند این واژه عمدتاً به معنای یکتاپرستی به کار می‌رود.
خداباوری در برخی باورها در ارتباط مستقیم با آفرینش‌گرایی می‌باشد اما در باورهایی مانند همه‌خدایی از جمله دیدگاه‌های مذهبی آلبرت انیشتین خداباوری ارتباطی با آفرینش‌گرایی ندارد و خدا را خالق جهان نمی‌پندارند.

## انواع

### توحید
اعتقادی در الهیات به وجود یک خداوند است. برخی از انواع یکتاپرستی‌های مدرن شامل زرتشتی، مسیحیت، اسلام، اکنکار، یهودیت، بهایی و برخی از انواع هندوئیسم است.

### چندخداباوری
چندخدایی گونه‌ای از خداباوری با اعتقاد به وجود بیشتر از یک خدا است. در این گونه باورها بیشتر از نام الهه برای خدا استفاده می‌کنند که ماده و نر بودن این نام‌ها بستگی به کارهای آنان دارد. به عنوان مثال الههٔ آب یا الههٔ باران، الههٔ شکار و از این نوع القاب یا نام‌ها برای خدایان موجود در این گونه خداباوری استفاده می‌شده‌است.